# Аббаси, Али
Али Аббаси (перс. علی عباسی‎, род. 1981, Тегеран, Иран) — иранско-датский режиссёр и сценарист, известный благодаря фильмам «Шелли» (2016), «На границе миров» (2018), «Убийца „Священный паук“» (2022) и «Ученик. Восхождение Трампа» (2024).

## Биография
В 2002 году Аббаси бросил учёбу в Тегеранском политехническом университете и отправился в путешествие по Европе, после чего остался в Стокгольме (Швеция), чтобы изучать архитектуру. В 2007 году он получил диплом бакалавра по архитектуре и впоследствии поступил на факультет режиссуры в Датскую национальную киношколу. До того как Али стал режиссёром, он занимался писательской деятельностью. Несколько его рассказов были опубликованы.
Премьера «Шелли» Али Аббаси состоялась на Берлинском кинофестивале в 2016 году. Картина была номинирована на «Лучший дебют». Премьера фильма «На границе миров» в жанре фэнтэзи состоялась на Каннском кинофестивале в 2018 году, фильм получил премию «Особый взгляд». По мнению кинокритика Антона Долина, «На границе миров» — один из самых неожиданных фильмов за всю историю кино.
В 2022 году в основной программе 75-го Каннского фестиваля участвовал фильм Али Аббаси «Убийца „Священный паук“». Лента получила премию «Роберт» за лучший фильм, лучшую режиссуру и лучший оригинальный сценарий и была выбрана в качестве заявки от Дании на премию «Оскар» в категории «Лучший фильм на иностранном языке», попав в декабрьский шорт-лист.
В 2024 году на 77-м Каннском кинофестивале состоялась премьера поставленной Аббаси картины «Ученик. Восхождение Трампа», рассказывающей о молодом Дональде Трампе, которого сыграл Себастиан Стэн. В феврале 2025 года режиссёра обвинили в домогательстве к неназванному актёру на вечеринке после церемонии вручения премии «Золотой глобус». Аббаси принёс публичные извинения и заявил, что позволил себе слишком фамильярный жест, в котором не было сексуального подтекста.

## Фильмография
| Год  |     | Русское название           | Оригинальное название       | Участие                                           |
| ---- | --- | -------------------------- | --------------------------- | ------------------------------------------------- |
| 2008 | кор | —                          | Officer Relaxing After Duty | режиссёр, сценарист                               |
| 2010 | кор | —                          | I mørket er lyset           | режиссёр, сценарист                               |
| 2011 | кор | «М» значит Маркус          | M for Markus                | режиссёр, сценарист, монтажёр                     |
| 2016 | ф   | Шелли                      | Shelley                     | режиссёр, сценарист                               |
| 2018 | ф   | На границе миров           | Border                      | режиссёр, сценарист                               |
| 2022 | ф   | Убийца «Священный паук»    | Holy Spider                 | режиссёр, сценарист, продюсер                     |
| 2023 | с   | Одни из нас                | The Last of Us              | режиссёр эпизодов «Когда мы в нужде» и «Ищи свет» |
| 2024 | ф   | Ученик. Восхождение Трампа | The Apprentice              | режиссёр                                          |